# Yūto Muramatsu
Yūto Muramatsu (jap. 村松 雄斗, Muramatsu Yūto; * 14. Oktober 1996 in der Präfektur Aomori) ist ein japanischer Tischtennisspieler.

## Werdegang
Muramatsu begann im Alter von sechs Jahren mit dem Tischtennisspielen, auf Empfehlung seiner Familie als Abwehrspieler. Er ist Rechtshänder und verwendet die Shakehand-Schlägerhaltung. Im Januar 2010 wurde er auf Platz 561 erstmals in der Weltrangliste geführt, verbesserte sich in den zwei Jahren danach um jeweils 200 Plätze und stieß im Oktober 2012 mit noch nicht 16 Jahren in die Top 100 der Weltrangliste vor. Im November sicherte er sich mit einem Finalsieg über Patrick Franziska den U-21-Titel bei den Polish Open.

WRL-Positionen der besten 4 Tischtennis-Abwehrspieler

Von 2011 bis 2014 nahm er an vier Jugend-Weltmeisterschaften teil, gewann dabei viermal Silber mit dem Team, einmal Bronze im Doppel mit Asuka Sakai und 2014 Silber im Einzel. 2014 holte er außerdem sowohl im Einzel als auch im Team mit Miyu Katō Silber bei den Olympischen Jugendspielen. Zudem spielte er in diesem Jahr erfolgreich auf der World Tour – unter anderem erreichte er bei den Japan Open das Halbfinale –, sodass er sich für die Grand Finals qualifizieren konnte, bei denen er im ersten Spiel gegen Dimitrij Ovtcharov ausschied. Weiterhin war er bei den Asienspielen 2014 Teil des japanischen Teams, das Bronze gewann.
Bei seiner ersten WM-Teilnahme 2015 kam er unter die letzten 64. Zu diesem Zeitpunkt hatte er in der Weltrangliste bereits Platz 23 und damit eine persönliche Bestmarke erreicht, in der U-21-Weltrangliste lag er auf Platz 3. Zudem war er im April 2015 der weltweit drittbeste Abwehrspieler, dabei aber mit 18 Jahren wesentlich jünger als der vor ihm platzierte Südkoreaner Joo Se-hyuk, den er als seinen Lieblingsspieler bezeichnet, und der Grieche Panagiotis Gionis mit jeweils 35 Jahren.
Bei den German Open und Czech Open 2016 gewann er Gold im U-21-Wettbewerb, bei den Czech Open zusätzlich Gold im Herren-Einzel. Ende des Jahres erreichte er bei den Grand Finals durch einen Sieg über Vladimir Samsonov das Viertelfinale und gewann Silber im U21-Wettbewerb. Zur Saison 2016/17 wechselte er in die Bundesliga zu den TTF Liebherr Ochsenhausen, für die er auch in der Champions League spielte. In dieser Zeit trainierte er am Liebherr Masters College. Im Januar 2017 erreichte er mit Weltranglistenplatz 21 seine beste Position, bei der Weltmeisterschaft kam er unter die letzten 32. Nach den Czech Open im August trat er jedoch bei keinen internationalen Turnieren mehr an. Von 2018 bis 2022 spielte er in der japanischen T.League. In der Saison 2022/23 kehrte Muramatsu in die Bundesliga zurück und spielte für den 1. FSV Mainz 05. 2023 wechselte er zum 1. FC Saarbrücken, mit dem er am 1. April 2024 die Champions League gewann.

## Turnierergebnisse
| Verband | Veranstaltung            | Jahr | Ort          | Land | Einzel        | Doppel     | Mixed | Team       | U-21       |
| ------- | ------------------------ | ---- | ------------ | ---- | ------------- | ---------- | ----- | ---------- | ---------- |
| JPN     | Asienmeisterschaft       | 2015 | Pattaya      | THA  | letzte 32     |            |       |            |            |
| JPN     | Asienspiele              | 2014 | Incheon      | KOR  |               |            |       | Halbfinale |            |
| JPN     | Asian Cup                | 2013 | Hongkong     | HKG  | 11.–15. Platz |            |       |            |            |
| JPN     | ITTF Pro Tour            | 2016 | Linz         | AUT  | Halbfinale    |            |       |            |            |
| JPN     | ITTF Pro Tour            | 2016 | Chengdu      | CHN  | letzte 16     |            |       |            | Silber     |
| JPN     | ITTF Pro Tour            | 2016 | Olmütz       | CZE  | Gold          |            |       |            | Gold       |
| JPN     | ITTF Pro Tour            | 2016 | Tokio        | JPN  | letzte 32     |            |       |            | Halbfinale |
| JPN     | ITTF Pro Tour            | 2016 | Berlin       | GER  | letzte 32     |            |       |            | Gold       |
| JPN     | ITTF Pro Tour            | 2014 | Yokohama     | JPN  | Halbfinale    | letzte 16  |       |            |            |
| JPN     | ITTF Pro Tour            | 2014 | Zagreb       | CRO  | Halbfinale    |            |       |            |            |
| JPN     | ITTF Pro Tour            | 2014 | Almería      | ESP  | Halbfinale    |            |       |            |            |
| JPN     | ITTF Pro Tour            | 2012 | Olomouc      | CZE  | Halbfinale    |            |       |            |            |
| JPN     | ITTF Pro Tour            | 2012 | Kobe         | JPN  | letzte 32     | Halbfinale |       |            |            |
| JPN     | Pro Tour Grand Finals    | 2016 | Doha         | QAT  | Viertelfinale |            |       |            | Silber     |
| JPN     | Pro Tour Grand Finals    | 2014 | Bangkok      | THA  | letzte 16     |            |       |            |            |
| JPN     | Weltmeisterschaft        | 2017 | Düsseldorf   | GER  | letzte 32     |            |       |            |            |
| JPN     | Weltmeisterschaft        | 2015 | Suzhou       | CHN  | letzte 64     |            |       |            |            |
| JPN     | Jugend-Weltmeisterschaft | 2014 | Shanghai     | CHN  | Silber        |            |       | Silber     |            |
| JPN     | Jugend-Weltmeisterschaft | 2013 | Rabat        | MAR  | Viertelfinale | letzte 32  |       | Silber     |            |
| JPN     | Jugend-Weltmeisterschaft | 2012 | Hyderabad    | IND  | Viertelfinale | Halbfinale |       | Silber     |            |
| JPN     | Jugend-Weltmeisterschaft | 2011 | Manama       | BRN  | letzte 16     |            |       | Silber     |            |
| JPN     | Olympische Jugendspiele  | 2014 | Nanjing      | JPN  | Silber        |            |       | Silber     |            |
| JPN     | World Junior Circuit     | 2013 | Szombathely  | HUN  | Gold          |            |       |            |            |
| JPN     | World Junior Circuit     | 2012 | Örebro       | SWE  | Halbfinale    |            |       |            |            |
| JPN     | World Junior Circuit     | 2011 | Dinklage     | GER  | Silber        |            |       |            |            |
| JPN     | World Junior Circuit     | 2011 | Hong Kong    | HKG  | Silber        |            |       |            |            |
| JPN     | World Junior Circuit     | 2011 | Platja d’Aro | ESP  | Gold          |            |       |            |            |
| JPN     | World Junior Circuit     | 2011 | Örebro       | SWE  | Halbfinale    |            |       |            |            |